# Затащи меня в ад
«Затащи меня в ад» (англ. Drag Me to Hell) — фильм ужасов режиссёра Сэма Рэйми, вышедший на экраны в 2009 году. Он также написал сценарий фильма вместе со своим братом, Айваном Рэйми. Главные роли исполняют Элисон Ломан и Джастин Лонг.
Собрав $ 90,8 млн по всему миру и получив высокие оценки кинокритиков, фильм был удостоен премий Scream в 2009 году и «Сатурн» в 2010-м в категории «лучший фильм ужасов». Выход фильма в России состоялся 9 июля 2009 года.

## Сюжет
1969 год, Пасадина, Калифорния, молодая пара, чей сын слышит голоса демонов, ищет помощи у медиума Шон Сан Дины. Сан Дина проводит ритуал, но внезапно неведомые силы отправляют мальчика в огненную яму.
2009 год, Лос-Анджелес, банковская сотрудница по кредитам Кристин Браун надеется на место ассистента менеджера. Её конкурентом в этом является новичок Стью Рубин. Их босс советует девушке принимать более жёсткие решения, чтобы получить повышение. К Кристин приходит старая цыганка, Сильвия Гануш, и просит продлить закладную на дом. Надеясь на повышение, Кристин отклоняет просьбу цыганки. Неожиданно та встаёт на колени и целует подол юбки Кристин, умоляя её изменить решение; в это время вокруг собираются люди, и Кристин демонстративно отвергает мольбу Сильвии. Опозоренную Сильвию уводит охрана. Кристин пытается извиниться перед ней, и внезапно цыганка набрасывается на неё, но охрана не даёт ей этого сделать.
На парковке банка Сильвия вновь атакует Кристин. После жестокой схватки она срывает с пальто Кристин пуговицу и проклинает её. Позже со своим парнем Клэем Кристин приезжает к медиуму Раму Джасу, и тот говорит Кристин, что её прокляли. Ночью в рот Кристин влетает муха, а самой ей снится кошмар, в котором мёртвая, разлагающаяся цыганка атакует её и заваливает могильными червями из своего рта.
На работе у Кристин начинается кровотечение из носа, которое перерастает в сильный поток крови изо рта. Во время суматохи Стью крадёт бумаги со стола Кристин и впоследствии продаёт их банку-конкуренту, тем самым подставив Кристин и получив повышение. Испуганная Кристин приезжает в дом внучки Сильвии, желая пересмотреть её просьбу, но узнаёт, что Сильвия умерла накануне ночью. Кристин возвращается к Джасу, который рассказывает ей, что в течение трёх дней её будет мучить могущественный демон — Ламия; впоследствии же Кристин будет забрана в ад навеки. Медиум советует Кристин пожертвовать демону какое-нибудь животное. Вернувшись домой, Кристин приносит в жертву своего котёнка и хоронит его на заднем дворе. Посчитав, что избавилась от демона навсегда, Кристин успокаивается и едет вместе с Клэем на ужин к его родителям. Но в самый разгар ужина демон снова начинает изощрённо мучить Кристин и доводит её до психического срыва. Опозоренная и пристыженная Кристин сбегает с ужина.
Кристин возвращается к медиуму, и тот сообщает ей, что медиум Шон Сан Дина согласится помочь ей за 10 тысяч долларов. Девушка собирает все свои вещи и продаёт их, но ей всё ещё не хватает 7 тысяч. К вечеру она узнаёт, что её парень заплатил всё за неё. Затем Кристин приходит на сеанс, в ходе которого Сан Дина хочет через себя впустить демона в козла, которого должен будет убить ученик медиума. Но у ученика не получается убить козла, и демон переселяется в парня, который начинает крушить всё, что видит. В последний момент Сан Дина приходит в сознание и ценой своей жизни изгоняет демона с сеанса. Джас рассказывает Кристин, что у неё остался единственный шанс — до наступления рассвета подарить кому-нибудь проклятую пуговицу.
Кристин и Клэй едут домой, но по пути на дороге внезапно возникает дух Сильвии; в этот момент у Кристин выпадает конверт с пуговицей, и та ищет его среди кучи бумаг. Приехав в бар, Кристин решает, кому подарить пуговицу. Она видит счастливую семью, молодую пару и пару стариков. Не желая разрушить чьё-то счастье, отчаявшись, девушка звонит Стью, который вскоре приезжает. Кристин собирается подарить ему пуговицу в отместку за кражу бумаг, но после того, как тот начинает плакать, ей становится жаль его, и она прогоняет Стью. Героиня приезжает к Джасу, и тот сообщает ей, что она может подарить пуговицу и умершему. Кристин спешит на кладбище и раскапывает могилу Сильвии, а затем суёт ей конверт в рот. В это время начинается ливень, который затапливает могилу, а Кристин не может из неё вылезти. В последний момент она выбирается и уезжает.
Утром Кристин встречается с Клэем на железнодорожной станции Лос-Анджелеса, откуда она собирается отправиться в Санта-Барбару. В ожидании поезда Клэй говорит Кристин, что нашёл её пуговицу и хочет, чтобы та её пришила. Кристин осознаёт, что перепутала конверты. Оказывается, в рот Сильвии она засунула конверт с монетой. В ужасе она пятится назад и падает на железнодорожные пути. В это время приближается поезд, и испуганный Клэй тянет к Кристин руку, но до того, как поезд достигает Кристин, под ней образовывается огненная яма, из которой возникают руки, тянущие девушку в ад навечно.

## В ролях
- Элисон Ломан — Кристин Браун, главная героиня
- Джастин Лонг — Клэй Далтон, её парень
- Лорна Рейвер — Сильвия Гануш, цыганка
- Дэвид Пеймер — Джим Джекс, начальник Кристин
- Адриана Барраса — Шан Сан Дина, опытный медиум
- Дилип Рао — Рам Джас, молодой экстрасенс
- Молли Чик — Труди Далтон, мать Клэя

## Награды
- 2010 — премия «Сатурн» за лучший фильм ужасов, а также 4 номинации: лучшая актриса (Элисон Ломан), лучшая актриса второго плана (Лорна Рэйвер), лучшая музыка (Кристофер Янг), лучший грим (Грег Никотеро, Говард Бергер).
- 2010 — номинация на премию Империя за лучший фильм ужасов.